# هيرب رايت
هيرب رايت (بالإنجليزية: Herb Wright) هو عالم الأرض ‏ أمريكي، ولد في 13 سبتمبر 1917 في مالدن في الولايات المتحدة، وتوفي في 12 نوفمبر 2015 في Saint Anthony Park, Saint Paul ‏ في الولايات المتحدة.